# Easter Parade (film)
Easter Parade is een Amerikaanse muziekfilm uit 1948 onder regie van Charles Walters. Destijds werd de film in Nederland uitgebracht onder de titel Voorjaarsparade.
Het oorspronkelijke scenario van de film was gebaseerd op werk van Irving Berlin. Na het succes van de muziekfilm Blue Skies (1946), gebaseerd op oud en nieuw werk van Berlin, probeerde de componist andere studio's te interesseren voor een film gebaseerd op zijn werk. MGM hapte graag toe.

## Verhaal
Het verhaal dient alleen als kapstok voor dans- en zangnummers. Op de vooravond van pasen hoort grote ster Don Hewes van zijn partner Nadine Hale dat ze solo wil gaan en al een contract getekend heeft. Even later, onder invloed van drank, roept Don dat hij de eerste de beste danseres kan omtoveren in zijn nieuwe partner en voegt de daad bij het woord door een willekeurige danseres uit de club waar hij aan het drinken is te vragen. 
De volgende dag loopt hij met haar, Hannah Brown, door de Easter Parade waar iedereen in zijn beste plunje loopt en bezweert haar dat zij daar volgend jaar als grote ster zal lopen. In eerste instantie probeert hij om Hannah in het repertoire van zijn vorige partner te forceren, maar als hij daar op gewezen wordt, opent hij de ogen en schept nieuw repertoir dat op de talenten van zijn nieuwe partner aansluit.
Na de nodige verwikkelingen blijkt, een jaar later, de opzet geslaagd en kan Hannah samen met hem blij deelnemen aan de Easter Parade.

## Rolverdeling
| Acteur           | Personage           |
| ---------------- | ------------------- |
| Judy Garland     | Hannah Brown        |
| Fred Astaire     | Don Hewes           |
| Peter Lawford    | Jonathan Harrow III |
| Ann Miller       | Nadine Hale         |
| Jules Munshin    | François            |
| Clinton Sundberg | Mike                |
| Richard Beavers  | Zanger              |

## Voorgeschiedenis

### Een duur voorstel
In 1946 had Paramount Pictures veel succes met de film Blue Skies. De film bestond uit een wat mager verhaaltje rondom een aantal oude en nieuwe nummers van Irving Berlin. Bing Crosby en Fred Astaire waren de grote sterren die schitterden rondom de liedjes en de dansnummers. Berlin die voldoende materiaal had voor een serie musicals, besloot hetzelfde concept nogmaals toe te passen. Hij benaderde 20th Century Fox met een voorstel gebaseerd op het liedje Easter Parade, maar de studio schrok terug van de prijs die Berlin vroeg. Wel vond hij een gewillig gehoor bij MGM, die een reputatie had op te houden wat betreft musicalfilms. Producent Arthur Freed was al sinds 1940 verantwoordelijk voor de productie van deze musicals voor MGM. Zijn Freed Unit, een team van regisseurs, schrijvers, choreografen, dansers, zangers en acteurs had al films gemaakt als Meet Me in St. Louis (1944), Ziegfeld Follies (1946) en The Harvey Girls (1946). M-G-M betaalde Berlin 600.000 dollar voor zijn bijdrage aan de film. Bij de deal was inbegrepen dat MGM de naam van Irving Berlin mocht gebruiken, de titel van het liedje en een groot aantal nummers van de componist. Ook verbond Berlin zich aan de film als adviseur voor het verhaal. Het was hoe dan ook een hoog bedrag voor een aantal nummers waarvan het merendeel al door Berlin was geschreven en gebruikt in andere films, shows en musicals.

### Garland en Minnelli
MGM had Judy Garland onder contract en ze was de automatische keuze voor een van de hoofdrollen. Voor de regie dacht men aan regisseur Vincente Minnelli die onder andere Meet Me in St. Louis had gemaakt met Garland. Vlak voor de start van de productie werd Minnelli echter vervangen door Charles Walters; de reden daarvoor  lag in de privésfeer. Minnelli was getrouwd met hoofdrolspeelster Judy Garland. Deze, een van MGM's beroemdste actrices, werd door MGM onder grote druk gezet, met een moordend productieschema; ze werd daarbij met door MGM verstrekte drugs op de been gehouden. Daardoor werd ze onzeker over haar voorkomen en acteerprestaties en raakte psychisch instabiel. Garland had tijdens de opnamen van The Pirate in juli 1947 een zenuwinzinking gehad. Ze was naar een psychiatrische kliniek gebracht om te herstellen, maar na ontslag uit de kliniek duurde het niet lang of ze deed een zelfmoordpoging, waarna ze weer voor enige weken werd opgenomen. De psychiater van Garland, dr. Kupper, raadde Minnelli met klem af om zijn vrouw te regisseren. Het was goed mogelijk dat Garland onder deze druk nog verder zou wegzakken en een nieuwe zelfmoordpoging zou doen.

## Acteurs

### Don Hewes
Aanvankelijk was Gene Kelly uitverkoren voor de rol van Hewes. Kelly was de nieuwe grote ster van MGM en moest (de meeste van) zijn grote films nog maken. Vlak voordat de opnamen begonnen brak Kelly zijn enkel. Tegenover de studio zei hij dat het een ongelukje was bij een repetitie. Pas jaren later durfde hij te vertellen dat het ongelukje gebeurde tijdens een partijtje voetbal. Producent Arthur Freed hoorde dat het vijf maanden zou duren voor Kelly weer beschikbaar was en zo lang kon hij de productie niet tegenhouden. Even dacht hij aan Gene Nelson als vervanger, maar bedacht dat hij een ster nodig had voor deze hoofdrol. 
Kelly kwam met de suggestie om Fred Astaire in te huren, ook al was Astaire inmiddels met pensioen. Freed belde hem evengoed, maar Astaire aarzelde. Hij ging naar Gene Kelly en stelde hem drie vragen:
"Als je deze film niet doet, zal dat je carrière schaden?", "Denk je dat ik alle dansnummers kan leren?" en "Bestaat er een kans dat je de film toch kan doen?". Toen Kelly tegen Astaire zei dat hij de enige was die de film kon maken, zei Astaire enthousiast ja.
Na het succes van de film pakte Astaire zijn musicalcarrière weer op en plakte er nog bijna tien jaar aan vast, voor hij op acteren alleen overstapte.

### Hannah Brown
Judy Garland was de enige kandidaat voor de rol van Hannah Brown. Garland was een grote MGM-ster die wereldfaam had bereikt met haar rol van Dorothy in The Wizard of Oz, maar was toendertijd niet in goeden doen (zie boven). Zelf was ze erg verlegen met het feit dat ze moest spelen tegenover de legendarische Fred Astaire. De professional Fred Astaire sleepte haar door de film heen.

### Nadine Hale
Danseres Cyd Charisse was gekozen voor de rol van Nadine Hale. Charisse had eerder met Astaire gedanst in Ziegfeld Follies (1943) en werd een van de dansers die deel uitmaakte van de Freed Unit: Easter Parade zou een belangrijke stap in haar carrière worden. Maar vlak voor de opnamen scheurde ze de gewrichtsbanden van een van haar knieën en was voorlopig uit de roulatie (ze zou zich later in de kijker spelen in Singin' in the Rain, 1952). 
Tapdanseres Ann Miller verving haar. Miller maakte met Easter Parade haar debuut bij MGM, nadat ze in de jaren daarvoor had gewerkt voor RKO en Columbia Pictures. In 1949 zou ze voor MGM meewerken aan On the Town.

### Johnny Harrow
Voor de rol van Harrow werd gedacht aan acteurs als Frank Sinatra en Red Skelton, voordat Peter Lawford werd gekozen.

## Scenario
Arthur Freed zette een van zijn schrijversteams, Goodrich en Hackett, uit de Freed Unit op het scenario. Het echtpaar Frances Goodrich en Albert Hackett was verantwoordelijk geweest voor het scenario van It's a Wonderful Life uit 1946 en van The Pirate met Judy Garland. Ze werkten samen met Irving Berlin om de verzameling nummers van de laatste te koppelen aan een verhaal. Nadat Berlin had verteld over zijn tijd bij de vaudeville theaters, gebruikten Hackett en Goodrich dit als uitgangspunt voor het scenario. Berlin was erg te spreken over het eindresultaat. Het scenario werd echter door regisseur Charles Walters afgewezen als te grimmig. 
Arthur Freed huurde vervolgens Sidney Sheldon in om het scenario te herschrijven en lichter van toon te maken. Sheldon was een opkomend talent die net een Oscar had gewonnen voor het scenario van The Bachelor and the Bobby-Soxer uit 1947. Zijn bijdrage aan het scenario was volgens Goodrich en Hackett beperkt gebleven tot het invoegen van één scene, terwijl Freed en Sheldon volhouden dat het hele scenario door de laatste werd herschreven. Hij kreeg hier echter geen vermelding voor op de aftiteling.

## Productie
Op 25 november 1947 begonnen de opnamen in Culver City in de MGM-studio's. Nadat de opnamen op 9 februari 1948 waren afgesloten was het budget opgelopen tot $2.503.654. Hieronder vielen niet de kosten van de aanvullende opnamen op 12 maart 1948. Uiteindelijk zou het budget uitkomen op bijna 3 miljoen dollar. De opnamen verliepen zonder al te veel problemen. Wel was het voor Ann Miller en Judy Garland een probleem dat ze op hoge hakken langer waren dan Fred Astaire, zodat ze in scènes waarbij ze naast de acteur stonden schoenen met gewone hakken droegen. Voor Miller was het dansen op hakken overigens een marteling. Tijdens de opnamen droeg ze een rugsteun omdat haar rug beschadigd was geraakt nadat haar man haar van de trap had gegooid. Ze was ook net zwanger geraakt en kampte met de eerste symptomen van misselijkheid.
Garland op haar beurt had grote moeite met haar eerste scène met Astaire. Ze moest hem gelijk kussen en aangezien ze nog niet aan elkaar waren voorgesteld waren, vond ze dat heel eng. Scenarist Sidney Sheldon maakte een einde aan alle onzekerheid door Garland en Astaire aan elkaar te introduceren. 
Voor de grote finale werd een speciale set geconstrueerd op het buitenterrein van de MGM-studio. Ongeveer 700 figuranten vormden de parade en de toeschouwers.

## Filmmuziek

### Nummers
De volgende nummers, geschreven door Irving Berlin, zijn in de film te horen:
- Happy Easter – uitgevoerd door Fred Astaire
- Drum Crazy – uitgevoerd door Fred Astaire
- It Only Happens When I Dance with You – uitgevoerd door Fred Astaire en Ann Miller
- Everybody's Doin' It – uitgevoerd door het koor
- I Want to Go Back to Michigan – uitgevoerd door Judy Garland
- Beautiful Faces Need Beautiful Clothes – uitgevoerd door Fred Astaire en Judy Garland
- A Fella with an Umbrella – uitgevoerd door Peter Lawford en Judy Garland
- I Love a Piano – uitgevoerd door Fred Astaire en Judy Garland
- Snooky Ookums – uitgevoerd door Fred Astaire en Judy Garland
- Ragtime Violin – uitgevoerd door Fred Astaire en Judy Garland
- When the Midnight Choo Choo Leaves for Alabam – uitgevoerd door Fred Astaire en Judy Garland
- Shakin' the Blues Away – uitgevoerd door Ann Miller
- Steppin' Out with My Baby – uitgevoerd door Fred Astaire
- A Couple of Swells – uitgevoerd door Fred Astaire en Judy Garland
- The Girl on the Magazine Cover – uitgevoerd door Richard Beavers en Ann Miller
- Better Luck Next Time – uitgevoerd door Judy Garland
- Easter Parade – uitgevoerd door Judy Garland en Fred Astaire
- Call Me Up Some Rainy Afternoon – uitgevoerd door het orkest

### Weggelaten nummers
- Let Me See Him By The Shore – Dit nummer werd wel opgenomen, maar sneuvelde in de montage. Er is wat materiaal overgebleven van de opnamen.
- Mr. Monotony – Dit nummer werd opgenomen met Judy Garland die was gekleed in de bovenste helft van een rokkostuum met hoge hoed. Haar benen waren alleen bedekt met zijden kousen. Het werd later weggelaten uit de film. Officieel omdat men het niet vond passen in 1912 (het jaar waarin de film speelt), maar vermoedelijk uit angst voor de censuur van de Hays Code, Hollywoods zelfcensuur. In 1950 zou Garland hetzelfde kostuum echter dragen tijdens de uitvoering van het nummer Get Happy in de film Summer Stock. Een deel van de weggesneden scène met Mr. Monotony was wel later te zien in That's Entertainment! III uit 1994. Op de special edition van de dvd is de hele scène te zien.

### Over de nummers van Irving Berlin
Hoewel Easter Parade een groot aantal oudere nummers van Irving Berlin hergebruikt, schreef hij ook een aantal nieuwe nummers voor de film:
- It Only Happens When I Dance with You
- Better Luck Next Time
- Drum Crazy
- Stepping Out with My Baby
- A Couple of Swells
- A Fella With An Umbrella
- Happy Easter
- Mr. Monotony (niet gebruikt)

Easter Parade was speciaal voor de film geschreven, maar Irving Berlin gebruikte voor dit nummer de melodie van het liedje Smile and Show Your Dimple uit 1917 dat door hem was geïntroduceerd in de revue As Thousand Cheer uitgevoerd door Marilyn Miller en Clifton Webb. Het was geïnspireerd op het jaarlijkse paasevenement waarbij inwoners van New York over Fifth Avenue lopen om hun nieuwe hoeden te tonen. Smile and Show Your Dimple werd ook gebruikt in de film Holiday Inn.

## Prijzen en nominaties
| Jaar | Prijs  | Categorie              | Genomineerde(n)          | Uitslag  |
| ---- | ------ | ---------------------- | ------------------------ | -------- |
| 1948 | Oscars | Beste originele muziek | Johnny Green Roger Edens | Gewonnen |